# Hitomi Tanaka
Hitomi Tanaka (født 18. juli 1986, 田中 瞳 (Tanaka Hitomi)), er en japansk pornoskuespiller, gravure idol og AV idol.

## Filmografi
| Titel | Udgivelsesdato                   | Studie/produktionskode                        | Instruktør        | Noter                                                     |
| --- | -------------------------------- | --------------------------------------------- | ----------------- | --------------------------------------------------------- |
| Tanaka Hitomi: Bakunyū J no Shōgeki 田中瞳 爆乳Jの衝撃 | 2007-11-08                       | C&H (CHNS-3)                                  |                   | Gravure (ingen nøgenhed)                                  |
| Tanaka Hitomi: Naissho Gokunyū J no Waisetsu 田中瞳 ナイショ 極乳Jの猥褻                                                                                              | 2008-01-05                       | C&H (CHNS-4)                                  |                   | Gravure (ingen nøgenhed)                                  |
| Premium Cutie Tanaka Hitomi PREMIUM CUTIE 田中瞳 | 2008-05-08                       | C&H (CHD-27)                                  |                   | Gravure (ingen nøgenhed)                                  |
| Premium Cutie Tanaka Hitomi & Himegami Yuri PREMIUM CUTIE 田中瞳&姫神ゆり                                                                                             | 2008-08-07                       | C&H (CHD-29)                                  |                   | Sammen med Yuri Himegami Gravure (ingen nøgenhed)         |
| Premium Cutie Tanaka Hitomi 2 PREMIUM CUTIE 田中瞳2 | 2008-09-04                       | C&H (CHD-30)                                  |                   | Gravure (ingen nøgenhed)                                  |
| Bakunyū Sentai Fiber Star 1 爆乳戦隊ファイバスター 前編 | 2008-09-12                       | Zen Pictures (ZARD-65)                        |                   | V-Cinema                                                  |
| Bakunyū Sentai Fiber Star 2 爆乳戦隊ファイバスター 後編 | 2008-09-28                       | Zen Pictures (ZARD-66)                        |                   | V-Cinema                                                  |
| Geinōjin Hitomi: Shōgeki no AV Debut 芸能人 Hitomi 衝撃のAVデビュー                                                                                                   | 2008-11-06                       | SOD (STAR-128)                                |                   | Pornodebüt                                                |
| Geinōjin Saisho no Saigo no Tairan Komogomo 4-jikan SP 芸能人 最初で最後の大乱交4時間SP                                                                               | 2008-12-04                       | SOD (STAR-142)                                |                   | Sammen med Kotono, Sasa Handa, Azusa Itagaki & Non Yazawa |
| Geinōjin Hitomi: Aozora no Shita de Sex Hatsuroshutsu 芸能人 Hitomi 青空の下でセックス初露出                                                                          | 2008-12-18                       | SOD (STAR-134)                                |                   |                                                           |
| Geinōjin Hitomi: Shikkin suru hodo…. mVISION 芸能人 Hitomi 失禁するほど…。mVISION                                                                                     | 2009-01-22                       | SOD (STAR-139)                                |                   |                                                           |
| Geinōjin Hitomi: Shōkōkyū Soap-jō 芸能人 Hitomi 超高級ソープ嬢 | 2009-02-19                       | SOD (STAR-148)                                | Hajime Yarigasaki |                                                           |
| Geinōjin Hitomi: Gekichikan Jigoku 芸能人 Hitomi 激痴漢地獄 | 2009-03-19                       | SOD (STAR-153)                                |                   |                                                           |
| Geinōjin Hitomi: (Hatsu) Nakadashi Tengoku 芸能人 Hitomi （初）中出し天国                                                                                             | 2009-04-18                       | SOD (STAR-159)                                |                   |                                                           |
| Hitomi: Kiseki no J Cup Hitomi 奇跡のJカップ | 2009-05-14                       | REbecca (REBD-003)                            |                   | Softcore                                                  |
| Geinōjin Hitomi: Tōkyō Roshutsu Sex 芸能人 Hitomi 東京露出セックス | 2009-05-21                       | SOD (STAR-165)                                |                   |                                                           |
| Geinōjin Hitomi: Injo 芸能人 Hitomi 淫女 | 2009-06-18                       | SOD (STAR-171)                                | Casey Takeda      |                                                           |
| Geinōjin Hitomi: Gekiiki Gekifuki Portio 芸能人 Hitomi 激イキ激吹きポルチオ                                                                                           | 2009-07-23                       | SOD (STAR-177)                                | Keita★No.1        |                                                           |
| Geinōjin Hitomi: Yarimakuri Ikimakuri Kanzen Nagakubo Akira Han 8-jikan 芸能人 Hitomi ヤリまくりイキまくり完全永久保存版8時間                                         | 2009-08-06                       | SOD Value (SDMS-814)                          |                   | Opsamlingsvideo af tidligere scener fra SOD               |
| Dengeki Iseki! Super J Hitomi 電撃移籍！SUPER J Hitomi | 2009-08-13 (DVD) 2009-09-01 (BD) | Arashi-Supergirl (DVD: ARS-020, BD: 9ARS-020) | Minami Haou       |                                                           |
| Private Teacher: Sensei wa Jcup Geinōjin プライベートティーチャー 先生はJcup芸能人                                                                                    | 2009-09-13                       | Arashi-Supergirl (ARS-024)                    | Hifumi Tatsuwo    |                                                           |
| Bakunyū Waka Okusama Yūwaku 爆乳若奥様の誘惑 | 2009-10-13                       | Arashi-Supergirl (ARS-027)                    | FLAGMAN           |                                                           |
| Seishi Daisuki Boin Hobo-san 精子大好きボイン保母さん | 2009-11-13                       | Arashi-Supergirl (ARS-030)                    | Fubuki Sakura     |                                                           |
| Bakunyū Paizuri Special 爆乳パイズリSPECIAL | 2009-12-13                       | Arashi-Supergirl (ARS-032)                    | HiroA             |                                                           |
| Hitomi×OPPAI×4-jikan Hitomi×OPPAI×4時間 | 2010-01-19                       | Oppai (PPPD-082)                              |                   |                                                           |
| J Cup Chōbakunyū Body: Gekigekigeki Paizuri SP Jカップ超爆乳ボディー 激激激パイズリSP                                                                                 | 2010-03-01                       | Moodyz Diva (MIDD-599)                        | [Jo]Style         |                                                           |
| No Bra Bakunyū Sensei no Munechira Jugyō ノーブラ爆乳先生の胸チラ授業                                                                                                 | 2010-04-01                       | Moodyz Diva (MIDD-610)                        | [Jo]Style         |                                                           |
| Hitomo Super Best 8-jikan HitomiSUPER BEST8時間 | 2010-04-01                       | Arashi-Supergirl (SGB-004)                    |                   | Opsamlingsvideo af tidligere scener fra Arashi-Supergirl  |
| Jcup Geinōjin: Shinsei Nakadashi Jcup芸能人 真性中出し | 2010-05-01                       | Moodyz Gati (MIGD-325)                        |                   |                                                           |
| Dream Woman 78 ドリームウーマン78 | 2010-06-01                       | Moodyz Gati (MIGD-331)                        | Alala Kurosawa    |                                                           |
| J Cup Geinōjin no Bakunyū ga Chigireru made Naburi Taose!! Jカップ芸能人の爆乳がチギれるまで嬲り倒せ！！                                                              | 2010-07-01                       | Moodyz Diva (MIDD-648)                        | Fubuki Sakura     |                                                           |
| J Cup Geinōjin Bukkake Nakadashi Paipai Irrumatio Fuck Jカップ芸能人ぶっかけ中出しパイパンイラマチオFUCK                                                              | 2010-08-01                       | Moodyz Gati (MIGD-347)                        | HiroA             |                                                           |
| Hitomi no 97cm Jcup Paizuri Special Hitomiの97cmJcupパイズリSpecial                                                                                                   | 2010-09-19                       | Oppai (PPPD-107)                              |                   |                                                           |
| 97cm & Jcup no Bakunyū Nurse ga Yasashiku Chinpo o Okasu 97cm＆Jcupの爆乳ナースが優し～くチンポを犯す                                                                 | 2010-10-19                       | Oppai (PPPD-112)                              |                   |                                                           |
| Oppai Joyū Hitomi ga Kyonyū Mania no Jitaku Hōmon – Fan Complex Kimochiyoku Kaiketsu OPPAI女優Hitomiが巨乳マニアの自宅訪問 ～ファンのコンプレックスを気持ちよく解決～ | 2010-11-19                       | Oppai (PPPD-115)                              |                   |                                                           |
| Samen 500 Renpatsu no Senrei ザーメン500連発の洗礼 | 2010-12-25                       | DAS (DASD-132)                                | TAKE-D            |                                                           |
| Sekai de Ichiban Ōki na Chinpo o Motsu Otoko no Sex 世界で一番大きなチンポを持つ男のSEX                                                                               | 2011-01-19                       | Rookie (RKI-106)                              | Tiger Sakei       |                                                           |
| Chi●po o Kitaeru Hagemashi Paizuri Sex チ●ポを鍛える励ましパイズリセックス                                                                                            | 2011-02-13                       | Moodyz Diva (MIDD-738)                        | cobo              |                                                           |
| Mubōbi na Nyūbō no Yūwaku – Haken Shain J Cup 無防備な乳房の誘惑 ～派遣社員はJカップ～                                                                                | 2011-03-13                       | Moodyz Diva (MIDD-751)                        |                   |                                                           |

## Priser og nomineringer
| År   | Pris      | Resultat | Kategori              | Værk |
| ---- | --------- | -------- | --------------------- | ---- |
| 2016 | AVN Award | Vundet   | Fan Award: Best Boobs | N/A  |